# Ковач (Болгарія)
Кова́ч (болг. Ковач) — село в Старозагорській області Болгарії. Входить до складу общини Раднево.

## Населення
За даними перепису населення 2011 року у селі проживали 82 особи, з них 79 осіб (97,5%) — болгари.
Розподіл населення за віком у 2011 році:
Динаміка населення: